# Littérature syriaque
La littérature syriaque est l'ensemble des œuvres écrites en syriaque, géolecte (variété locale) de l'araméen de la région d'Şanlıurfa (Urhai, Orhai, Édesse, Édessa, Urfa, Riha) (sud-est de la Turquie).

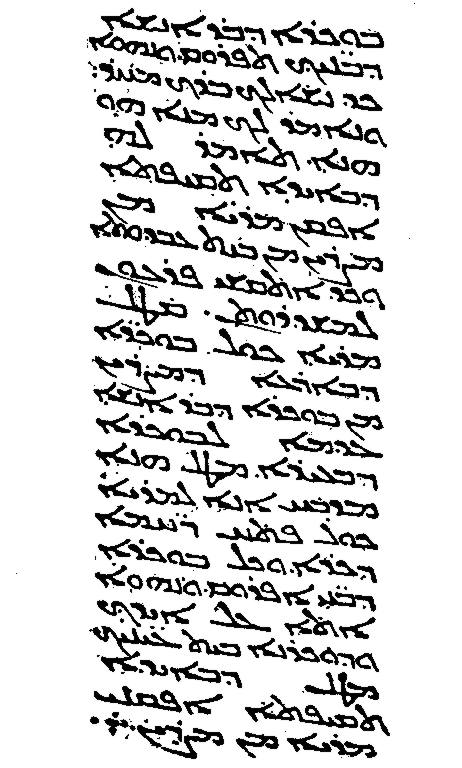
Peshitta (Exode 13,14-16), Amida, 464.

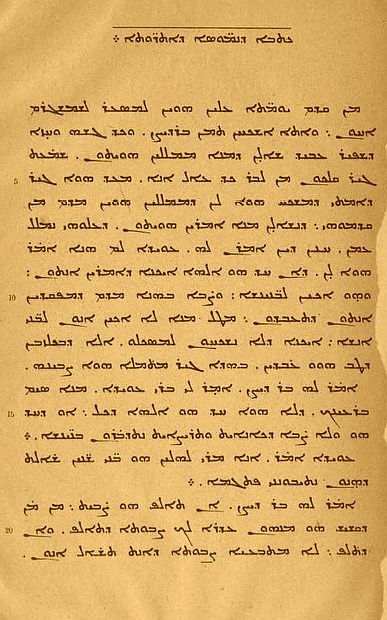
Bardesane d'Édesse, Libro delle leggi e dei paesi o Dialogo sul fato.

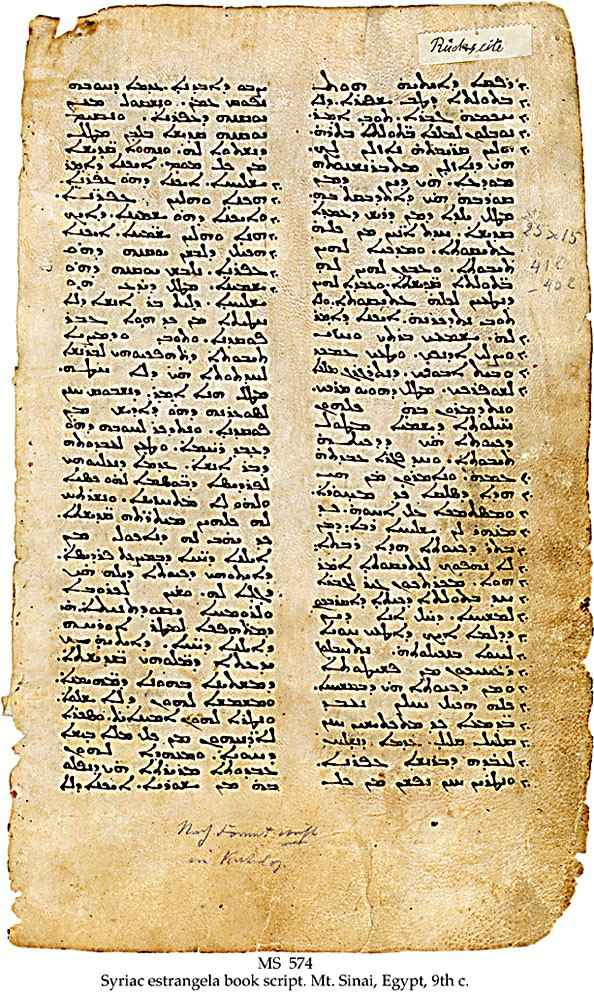
Page d'une traduction syriaque de l’Asceticon d'Abba Isaiah, d'un manuscrit syriaque du 6e siècle, Monastère Sainte-Catherine du Sinaï, Mt Sinai (Schøyen Collection MS 574)

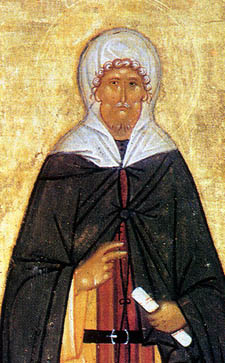
Éphrem le Syrien

## Littérature chrétienne d'Orient
La littérature des Églises de langue syriaque, trop souvent traitée en parente pauvre auprès des littératures chrétiennes grecque et latine, a néanmoins dans l'histoire de la pensée une place de première importance, révélée surtout depuis une centaine d'années par les éditions de textes jusqu'alors inconnus. 
Édesse (auj. Urfa, en Turquie), capitale de l'Osroène, fut un centre important (École théologique d'Édesse (200?-363)) (puis renommée École des Perses (363-489)) de cette littérature par la valeur de ses productions et de ses maîtres, au moins pour l'ensemble du Proche-Orient.

## Auteurs
- Mara bar Sérapion (50c-?)
- Bardesane d'Édesse (154-222)
- Mani (216-274)
- Aphrahat (280-345)
- Éphrem le Syriaque (306-373)
- Isaac d'Antioche (?-460)
- Narsaï (Narsès, 410-502)
- Étienne Bar Soudaïli (actif vers 500)
- Jacques de Saroug (450-521)
- Philoxène de Mabboug (440-523), Celui qui entend les paroles, Bible philoxénienne
- Serge de Reshaina (?-536)
- Jean d'Éphèse (507-588)
- Pierre III d'Antioche (530 ? -591)
- Athanase Ier d'Antioche (550c-631), Vie de Sévère d'Antioche
- Babaï le Grand (551-628)
- Paul d'Édesse et de Chypre (en), traducteur, actif vers 600
- Marutha de Tikrit (565-649)
- Sahdona Martyrios (595 ? - 655 ?), Livre de la Perfection, excommunié par Ichoyahb III
- Jean Bar Penkayé (actif vers 650), nestorien
- Ichoyahb III, catholicos de l'Église apostolique assyrienne de l'Orient de 650 à 660
- Isaac de Ninive (vers 630 - vers 700)
- Dadicho Qatraya (vers 630-690), Commentaire sur le Paradis des Pères[5]
- Jacques d'Édesse (633-708)
- Jean de Dalyatha (690c-780c)
- Théodore Bar Koni (700?-800?)
- Ichodenah de Bassora (vers 780 ?)
- Théodore Abu Qurrah (750c-820c)
- Thomas de Marga (Tomā bar Ya'qubh, évêque vers 840)
- Antoine de Tagrit (en) (actif vers 880)
- Théodose Romanos de Takrit (patriarche en 887-896)
- Dionysius Bar Salibi (-1171)
- Bar Hebraeus (Abulfaragius, 1226-1286)
- Georges Warda (actif vers 1300), compilateur, Livre de la Rose (Kthava d-warda)
- Ébedjésus de Nisibe (Abdisho, 1250-1318), Livre de la perle sur la vérité de la foi, Le Paradis de l'Éden
- et autres écrivains syriaques plus récents, dont
  - Yuhanon Qashisho (en) (1918-2001)